# Менелай (сын Лага)
Менелай (др.-греч. Μενέλαος) — македонский аристократ, брат Птолемея I Сотера.
На службе у брата Менелай с 315/314 года до н. э. командовал египетскими войсками на Кипре. В 311/310 году до н. э. он стал формальным царём Саламина. В 306 году до н. э. главный город Менелая Саламин осадил со своими войсками Деметрий Полиоркет. После поражения флота Птолемея в битве при Саламине Менелай сдал город. Деметрий Полиоркет отправил Менелая к брату в Египет, где он впоследствии и умер.

## Биография

### Происхождение. Ранние годы
Менелай родился в семье аристократа верхнемакедонской области Эордея Лага. Был родным братом одного из наиболее известных военачальников Александра Македонского ставшего правителем Египта Птолемея.
О роли Менелая во время походов Александра Македонского ничего неизвестно. Античные авторы утверждали, что в это время Менелай был заядлым охотником и возил в своём обозе тенёта длиной в 100 стадиев. Историки Филарх и Агатархид приводили имя Менелая среди сподвижников Александра, которые в конце его походов стали предаваться чрезмерной роскоши.

### Участие в военных действиях на Кипре
В 315/314 году до н. э. Птолемей отправил на Кипр экспедицию во главе с Менелаем, которая включала 100 кораблей под командованием наварха Поликлита и 10 тысяч воинов под командованием Мирмидона. На Кипре состоялся военный совет, на котором присутствовал также командующий египетским флотом Селевк. Военачальники приняли решение разделить силы: Поликлит с пятьюдесятью кораблями отправился на Пелопоннес, чтобы вести войну против Александра и Полиперхона, которые перешли на сторону Антигона, а Мирмидон со своими наёмниками — в Карию на помощь Асандру, в чьи владения вторгся племянник Антигона Полемей. Селевк и Менелай остались на Кипре, чтобы помочь царю Саламина Никокреону.
Остаётся неясным статус, в котором Менелай находился на Кипре. Диодор Сицилийский называл Менелая «стратегом острова» и «стратегом Саламина», Полиэн — «стратегом Птолемея», Павсаний — «сатрапом Птолемея». Р. Багналл отмечал, что Диодор Сицилийский также называл Менелая стратегом царя Никокреона. После смерти Никокреона в 311/310 году до н. э. царём Саламина стал Менелай, что подтверждается чеканкой монет с его именем, хоть Диодор при описании событий этого времени называет его «стратегом». В этом случае античный историк воспринимал киприотских правителей, как подчинённых Птолемею лиц. По мнению Р. Багналла, не вызывает сомнений, что, вне зависимости от официального титула, Менелай командовал войсками Птолемея на Кипре. В этот период он, при помощи Никокреона и других союзных царей захватил Лапитос и Киринию, склонил царя города Марион перейти на свою сторону, а также осаждал Китион.
Диодор Сицилийский писал, что в 310/309 году до н. э. царь Пафоса Никокл тайно заключил союз с Антигоном. Узнав об этом, Менелай отправил к Пафосу войско под командованием Аргея и Калликрата, которые заставили Никокла покончить жизнь самоубийством. В историографии существует версия о том, что Диодор перепутал имена Никокреона и Никокла. Эта гипотеза не получила признания. Так, историк Х. Геше подчёркивала, что Диодор приводил информацию о наследовании Менелаем трона Никокреона при описании событий 311/310 года до н. э., а о самоубийстве Никокла — 310/309 года до н. э. Описание самоубийства Никокла при угрозе со стороны войск Птолемея содержится в «Стратагемах» Полиэна. Соответственно, по мнению ван Оппена, если ошибка и произошла, то её источником был некий общий для Диодора и Полиэна источник.

### Поражение при Саламине. Последние годы
В 306 году до н. э. на Кипр прибыл Деметрий Полиоркет c 15 тысячами воинов и 400 всадниками. Менелай выступил навстречу Деметрию с 12 тысячами воинами и 800 всадниками. В последовавшем сражении Менелай проиграл, потерял тысячу человек убитыми и три тысячи пленными, и был вынужден с остатками своего войска укрыться за городскими стенами. В городе он начал готовиться к обороне и одновременно отправил гонца к брату Птолемею с просьбой о помощи. Во время одного из штурмов Менелай, согласно Диодору, проявил себя грамотным военачальником. Когда рухнула городская стена, Менелай смог уничтожить осадные машины и отбить штурм. Деметрий, хоть и был разочарован неудачей, продолжил осаду в надежде взять город измором. Осада Саламина стала первой в череде осад, после которых Деметрий получил эпитет «Полиоркет» («осаждающий города»).
Вскоре к Саламину прибыл Птолемей со своим флотом. Птолемей отправил гонцов к брату с приказом отправить на усиление основного флота те 60 кораблей, которые находились в городской гавани. Деметрий узнал о планах врага и усилил блокаду города. Во время решающего сражения Менелай приказал своему наварху Менетию прийти на помощь Птолемею. Он хоть и сумел прорвать строй кораблей Деметрия, но не смог принять участие в сражении, так как Птолемей проиграл до прибытия саламинского флота. В тот же день Менетий со своими кораблями вернулся обратно в городскую гавань. После поражения Птолемея Менелай сдал город Деметрию. Согласно Юстину победитель великодушно отпустил Менелая и других близких Птолемею людей в Египет.
Страбон писал, что Менелаев ном в устье Канопского канала в дельте Нила назван в честь Менелая, брата Птолемея. По другой версии, ном был назван в честь мифологического героя Троянской войны Менелая. В 284/283 году до н. э. Менелай стал жрецом-эпонимом культа Александра Македонского.

### Исследования
- Дройзен И. Г. История эллинизма. — Ростов-на-Дону: Феникс, 1995. — Т. 2. — 544 с. — ISBN 5-85880-079-3.
- Bagnall R. S. Menelaos, son of Lagos // The Administration of the Ptolomaic Possessions Outside Egypt: With 3 Maps (англ.). — Leiden: E. J. Brill, 1976. — ISBN 90-04-04490-6.
- Bevan E. R. Chapter II. Ptolemy I (Soter) // The House of Ptolemy. A History of Hellenistic Egypt under the Ptolemaic Dynasty (англ.). — London: Methuen&Co. Ltd., 1927. — P. 18—55.
- Billows R. Antigonos the One-eyed and the Creation of the Hellenistic State (англ.). — Berkeley; Los Angeles; London: University of California Press, 1997. — ISBN 0-520-06378-3.
- Heckel W. Who's Who in the Age of Alexander and his Successors. From Chaironea to Ipsos (338—301 BC) (англ.). — Barnsley: Greenhill Books, 2021. — 554 p. — ISBN 978-1-78438-648-1.
- van Oppen de Ruiter, Branko Fredde. The Marriage of Eirene and Eunostus of Soli. An Episode in the Age of the Successors (англ.) // Athenaeum: Studi Periodici di Letteratura e Storia dell'antichità. — 2015. — No. 2. — P. 458—476. — ISSN 0004-6574.
- Romm J. Demetrius Sacker of Cities (англ.). — New Haven & London: Yale University Press, 2022. — ISBN 978-0-300-25907-0.